# Bengt Uller
Bengt Uller, född 30 augusti 1906 i Skatelövs församling i Kronobergs län, död 3 september 1991 i Brunnby församling i Malmöhus län, var en svensk militär.
Uller avlade officersexamen vid Kungliga Krigsskolan 1929 och utnämndes samma år till fänrik vid Kronobergs regemente. Han gick Högre kursen vid Artilleri- och ingenjörhögskolan 1932–1934 och befordrades 1934 till löjtnant. År 1938 blev han kapten vid Norrbottens regemente och 1941 överfördes han till Generalstabskåren. Han var lärare vid Intendenturförvaltningsskolan 1944–1946, befordrades till major 1946 och var förste lärare och chef för Försöksavdelningen vid Infanteriets skjutskola 1946–1951. Han befordrades till överstelöjtnant 1951, varefter han var utbildningsofficer vid Norra Smålands regemente 1951–1954. Åren 1954–1959 var han chef för Infanteriets skjutskola och 1955 befordrades han till överste. Han var chef för Älvsborgs regemente 1959–1962, var 1962–1966 signalinspektör vid Arméstaben och överfördes 1966 till reserven.
Han medverkade i filmen Bohus Bataljon 1949. Bengt Uller invaldes 1961 som ledamot av Kungliga Krigsvetenskapsakademien.
Bengt Uller var son till stationsinspektoren Sven Uller och Gerda Rost. Han gifte sig första gången 1935 med Elsa Fristedt (1913–1956) och andra gången 1965 med Brita Berglund (född 1918). I första äktenskapet hade han barnen Birgitta (född 1937), Göran (född 1940) och Lennart (född 1944).